# 6-Stunden-Rennen von Bahrain 2013

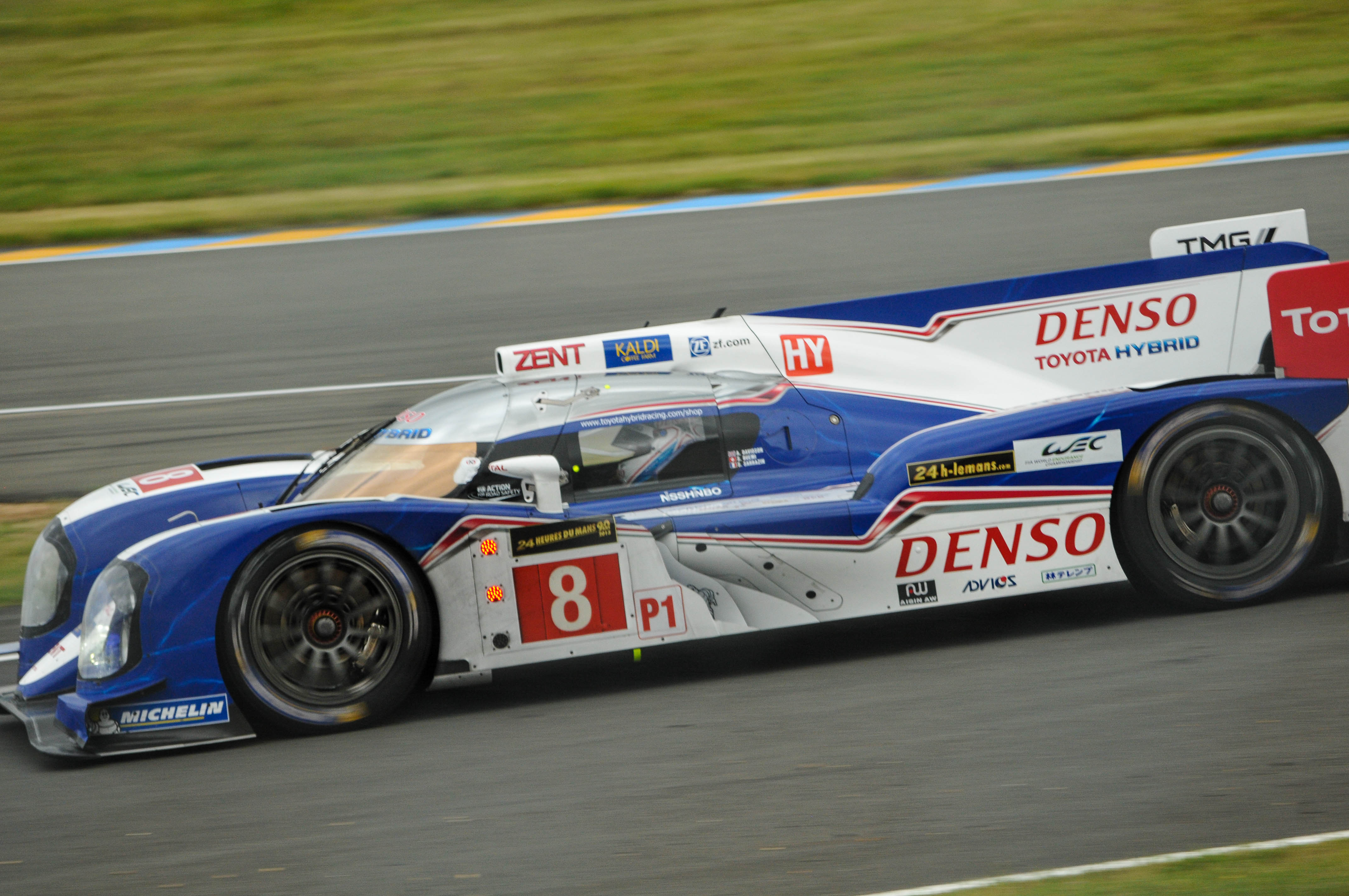
Toyota TS030 Hybrid mit der Startnummer 8; Siegerwagen von Anthony Davidson, Stéphane Sarrazin und Sébastien Buemi

Das 6-Stunden-Rennen von Bahrain 2013, auch WEC 6 Hours of Bahrain 2013, fand am 30. November auf dem Bahrain International Circuit statt und war der achte und letzte Wertungslauf der FIA-Langstrecken-Weltmeisterschaft dieses Jahres.

## Das Rennen
Der letzte Saisonlauf 2013 endete mit dem zweiten Erfolg von Toyota Racing. Anthony Davidson, Stéphane Sarrazin und Sébastien Buemi siegten im Toyota TS030 Hybrid mit dem Vorsprung von 1 Minute und 10 Sekunden auf den Audi R18 e-tron quattro von André Lotterer, Marcel Fässler und Benoît Tréluyer.
Die LMP2-Klasse gewannen wieder Roman Russinow, John Martin und Mike Conway auf einem Oreca 03. Die GTE-Klassen endeten mit dem Erfolg von Gianmaria Bruni und Toni Vilander im Ferrari 458 Italia GT2 in der Pro und Kristian Poulsen, Christoffer Nygaard und Nicki Thiim im Aston Martin Vantage GTE in der Amateurklasse.

## Ergebnisse

### Schlussklassement
| Pos.        | Klasse    | Nr. | Team                    | Fahrer                                             | Fahrzeug                  | Runden |
| ----------- | --------- | --- | ----------------------- | -------------------------------------------------- | ------------------------- | ------ |
| 1           | LMP1      | 8   | Toyota Racing           | Anthony Davidson Stéphane Sarrazin Sébastien Buemi | Toyota TS030 Hybrid       | 199    |
| 2           | LMP1      | 1   | Audi Sport Team Joest   | André Lotterer Marcel Fässler Benoît Tréluyer      | Audi R18 e-tron quattro   | 199    |
| 3           | LMP2      | 26  | G-Drive Racing          | Roman Russinow John Martin Mike Conway             | Oreca 03                  | 184    |
| 4           | LMP2      | 24  | OAK Racing              | Olivier Pla Alex Brundle David Heinemeier Hansson  | Morgan LMP2               | 184    |
| 5           | LMP2      | 41  | Greaves Motorsport      | Wolfgang Reip Jon Lancaster Björn Wirdheim         | Zytek Z11SN               | 184    |
| 6           | LMP2      | 35  | OAK Racing              | Bertrand Baguette Martin Plowman Ricardo González  | Morgan LMP2               | 182    |
| 7           | LMP2      | 45  | OAK Racing              | Jacques Nicolet Keiko Ihara David Cheng            | Morgan LMP2               | 180    |
| 8           | LMP2      | 25  | Delta-ADR               | Fabien Giroix Robbie Kerr Craig Dolby              | Oreca 03                  | 178    |
| 9           | LMGTE-Pro | 51  | AF Corse                | Gianmaria Bruni Toni Vilander                      | Ferrari 458 Italia GT2    | 175    |
| 10          | LMGTE-Pro | 91  | Porsche AG Team Manthey | Jörg Bergmeister Patrick Pilet                     | Porsche 911 RSR           | 175    |
| 11          | LMGTE-Pro | 71  | AF Corse                | Kamui Kobayashi Giancarlo Fisichella               | Ferrari 458 Italia GT2    | 174    |
| 12          | LMGTE-Pro | 92  | Porsche AG Team Manthey | Marc Lieb Richard Lietz                            | Porsche 911 RSR           | 174    |
| 13          | LMGTE-Am  | 95  | Aston Martin Racing     | Kristian Poulsen Christoffer Nygaard Nicki Thiim   | Aston Martin Vantage GTE  | 173    |
| 14          | LMP2      | 49  | Pecom Racing            | Luís Pérez Companc Pierre Kaffer Nicolas Minassian | Oreca 03                  | 172    |
| 15          | LMGTE-Am  | 81  | 8 Stars Motorsports     | Vicente Potolicchio Rui Águas Davide Rigon         | Ferrari 458 Italia GT2    | 172    |
| 16          | LMGTE-Am  | 61  | AF Corse                | Emmanuel Collard Matt Griffin François Perrodo     | Ferrari 458 Italia GT2    | 172    |
| 17          | LMGTE-Am  | 50  | Larbre Compétition      | Patrick Bornhauser Julien Canal Fernando Rees      | Chevrolet Corvette C6-ZR1 | 171    |
| 18          | LMGTE-Am  | 96  | Aston Martin Racing     | Jamie Campbell-Walter Stuart Hall Roald Goethe     | Aston Martin Vantage GTE  | 169    |
| 19          | LMGTE-Am  | 76  | IMSA Performance Matmut | Raymond Narac Jean Karl Vernay Markus Palttala     | Porsche 997 GT3-RSR       | 162    |
| Ausgefallen |           |     |                         |                                                    |                           |        |
| 20          | LMGTE-Pro | 99  | Aston Martin Racing     | Pedro Lamy Richie Stanaway Bruno Senna             | Aston Martin Vantage GTE  | 145    |
| 21          | LMGTE-Pro | 97  | Aston Martin Racing     | Darren Turner Stefan Mücke                         | Aston Martin Vantage GTE  | 109    |
| 22          | LMP1      | 2   | Audi Sport Team Joest   | Loïc Duval Tom Kristensen Allan McNish             | Audi R18 e-tron quattro   | 93     |
| 23          | LMGTE-Am  | 88  | Proton Competition      | Christian Ried Gianluca Roda Paolo Ruberti         | Porsche 997 GT3-RSR       | 86     |
| 24          | LMGTE-Am  | 57  | Krohn Racing            | Tracy Krohn Niclas Jönsson Maurizio Mediani        | Ferrari 458 Italia GT2    | 83     |
| 25          | LMP1      | 7   | Toyota Racing           | Alexander Wurz Nicolas Lapierre Kazuki Nakajima    | Toyota TS030 Hybrid       | 64     |
| 26          | LMP1      | 12  | Rebellion Racing        | Andrea Belicchi Mathias Beche Nicolas Prost        | Lola B12/60               | 44     |
| 27          | LMP2      | 32  | Lotus                   | Thomas Holzer Dominik Kraihamer Jan Charouz        | Lotus T128                | 5      |
| 28          | LMP2      | 31  | Lotus                   | Kevin Weeda Vitantonio Liuzzi Lucas Auer           | Lotus 128                 | 1      |

### Nur in der Meldeliste
Zu diesem Rennen sind keine weiteren Meldungen bekannt.

### Klassensieger
| Klasse    | Fahrer           | Fahrer              | Fahrer          | Fahrzeug                 | Platzierung im Gesamtklassement |
| --------- | ---------------- | ------------------- | --------------- | ------------------------ | ------------------------------- |
| LMP1      | Anthony Davidson | Stéphane Sarrazin   | Sébastien Buemi | Toyota TS030 Hybrid      | Gesamtsieg                      |
| LMP2      | Roman Russinow   | John Martin         | Mike Conway     | Oreca 03                 | Rang 3                          |
| LMGTE-Pro | Gianmaria Bruni  | Toni Vilander       |                 | Ferrari 458 Italia GT2   | Rang 9                          |
| LMGTE-Am  | Kristian Poulsen | Christoffer Nygaard | Nicki Thiim     | Aston Martin Vantage GTE | Rang 13                         |

### Renndaten
- Gemeldet: 28
- Gestartet: 28
- Gewertet: 19
- Rennklassen: 4
- Zuschauer: unbekannt
- Wetter am Rennwochenende: warm und trocken
- Streckenlänge: 5,412 km
- Fahrzeit des Siegerteams: 6:01:15,303 Stunden
- Runden des Siegerteams: 199
- Distanz des Siegerteams: 1076,980 km
- Siegerschnitt: 178,900 km/h
- Pole Position: Nicolas Lapierre – Toyota TS030 Hybrid (#7) – 1:42,170
- Schnellste Rennrunde: André Lotterer – Audi R18 e-tron quattro (#1) – 1:44,183 = 187,000 km/h
- Rennserie: 8. Lauf zur FIA-Langstrecken-Weltmeisterschaft 2013